# Her Royal Majesty (nummer)
"Her Royal Majesty" is een nummer geschreven door Gerry Goffin en Carole King en uitgevoerd door James Darren. Het nummer werd gearrangeerd en geproduceerd door Stu Phillips.
Het bereikte nummer 6 in de Amerikaanse pop hitlijst en nummer 36 in de Britse single hitlijst in 1962. Het nummer stond op nummer 80 in de Billboard Top 100 van 1962.